# Microchirita marcanii
Microchirita marcanii là một loài thực vật có hoa trong họ Tai voi (Gesneriaceae). Loài này có ở Thái Lan (Saraburi); được Craib mô tả khoa học đầu tiên năm 1926 dưới danh pháp Chirita marcanii. Năm 2011, A.Weber & D.J.Middleton chuyển nó sang chi Microchirita.